# طائر أسود (أغنية البيتلز)
طائر أسود (بالإنجليزية: Blackbird)‏ أغنية لفريق الروك الإنجليزي «البيتلز» من الألبوم المزدوج عام 1968 «البيتلز» (المعروف أيضًا باسم «الألبوم الأبيض»). كتب الأغنية بول مكارتني ولكنها تنسب إلى «لينون مكارتني»، وأداها مكارتني كأغنية فردية، وفي مناقشة حول الأغنية، قال مكارتني إن الكلمات كانت مستوحاة من سماع نداء طائر الشحرور في ريشيكيش بالهند حيث قضى الفريق فترة هناك لممارسة التأمل التجاوزي (نوع خاص من التأمل الذي يتجاوز الأفكار بواسطة المانترا)، ومستوحاة أيضا من الحالة المؤسفة للعلاقات العنصرية في الولايات المتحدة في الستينيات.
في الليلة الأولى التي أقامت فيها زوجته المستقبلية ليندا إيستمان في منزله، لعب مكارتني أغنية «بلاكبيرد» لبعض من الشباب في مخيم خارج منزله، كان مكارتني قد تعلم تقنية التقاط الأصابع التي يستخدمها في الأغنية من المغني الشعبي دونوفان.

## الغناء والعزف
بول مكارتني: جيتار صوتي وغناء أساسي مزدوج المسار وحلقات أشرطة (حلقات من شريط مغناطيسي تُستخدم لعمل أنماط موسيقية متكررة إيقاعية أو طبقات كثيفة من الصوت عند تشغيلها على جهاز تسجيل)، ونقر القدم.

## المعنى والتفسير
أدلى مكارتني بتصريحات مختلفة فيما يتعلق بكل من إلهامه للأغنية ومعناها، وفي أحد هذه السيناريوهات، قال إنه استوحى الأغنية من سماعه نداء طائر الشحرور في صباح أحد الأيام عندما كان فريق البيتلز يدرس التأمل التجاوزي في ريشيكيش بالهند. وفي رسالة أخرى، يتذكر كتابتها في اسكتلندا كرد فعل على التوترات العرقية التي تصاعدت في الولايات المتحدة خلال ربيع عام 1968. ناقش مكارتني الأغنية مع منسق الأغاني كريس دوريداس في مايو 2002، بعد عرض في دالاس، تكساس، قائلاً: «كنت أقوم ببعض قراءات شعر في العام الماضي أو نحو ذلك لأنني حصلت على كتاب شعر يسمى» طائر أسود يغني«، كنت أحاول دائمًا التفكير في بعض الشرح أقدمه للناس... لذلك، كنت أقوم بتقديم التفسيرات، وتذكرت للتو سبب كتابتي الأغنية. كما تعلمون، أنني كنت في اسكتلندا أعزف على جيتاري، وتذكرت فكرة» كنت فقط تنتظر هذه اللحظة لتظهر«..كانت الكلمات تدور حول، كما تعلمون، صراع السود في الولايات الجنوبية، وكنت أستخدم رمزية الشحرور... لا يتعلق الأمر حقًا بطائر شحرور مكسور الأجنحة، كما تعلم، إنه رمز أكثر قليلاً».

## كلمات الأغنية
طائر أسود يغني في جوف الليل Blackbird singing in the dead of night
خذ هذه الأجنحة المكسورة وتعلم الطيران Take these broken wings and learn to fly
طول حياتك All your life
كنت فقط تنتظر هذه اللحظة لتظهر You were only waiting for this moment to arise
طائر أسود يغني في جوف الليل Blackbird singing in the dead of night
خذ هذه العيون الغائرة وتعلم أن ترى Take these sunken eyes and learn to see
طول حياتك All your life
كنت تنتظر هذه اللحظة فقط لتكون حرا You were only waiting for this moment to be free
طائر أسود يطير.. طائر أسود يطير Black bird fly, black bird fly
إلى ضوء الليل الأسود المظلم Into the light of the dark black night
طائر أسود يطير.. طائر أسود يطير Black bird fly, black bird fly
إلى ضوء الليل الأسود المظلم Into the light of the dark black night
طائر أسود يغني في جوف الليل Blackbird singing in the dead of night
خذ هذه الأجنحة المكسورة وتعلم الطيران Take these broken wings and learn to fly
طول حياتك All your life
كنت فقط تنتظر هذه اللحظة لتظهر You were only waiting for this moment to arise

## نسخ أخرى للأغنية
قام عدد ضخم من الفنانين (يقترب من 500 فنان) بتقديم نسخهم الخاصة من أغنية «طائر أسود» كان أبرزهم:
خوسيه فيليسيانو مايو 1970 - بيلي بريستون 1972 – فريق وينجز 10 ديسمبر 1976 - كروسبي، ستيلز وناش 1980 - بول مكارتني 20 مايو 1991 مباشر – كارلي سيمون 2007 – جودي كولنز 2007 - كريس دي بيرغ 2008 – نيل دياموند 2010 – نيلسون 2013. والكثير غيرهم.

## وصلات خارجية
https://www.songfacts.com/facts/the-beatles/blackbird طائر أسود (أغنية البيتلز)
https://www.youtube.com/watch?v=Man4Xw8Xypo طائر أسود (أغنية البيتلز)
https://www.youtube.com/watch?v=R2Ceurx5s-s طائر أسود (أغنية البيتلز)
https://www.youtube.com/watch?v=LNTDcUauUo4 طائر أسود (أغنية البيتلز)
https://www.youtube.com/watch?v=U4vDVVi7tOA طائر أسود (أغنية البيتلز)